# كازونا تاكاسا
كازونا تاكاسا (باليابانية: 髙瀨 和楠) (6 أغسطس 1999 في طوكيو في اليابان – )؛ هو لاعب كرة قدم كان يلعب كحارس مرمى.

## وصلات خارجية
- كازونا تاكاسا على موقع رابطة كرة القدم اليابانية للمحترفين (اليابانية)
- كازونا تاكاسا على موقع Soccerway.com (الإنجليزية)